# أمبير كامبل
أمبير كامبل (بالإنجليزية: Amber Campbell)‏ هي منافسة ألعاب القوى أمريكية، ولدت في 5 يونيو 1981.

## وصلات خارجية
- أمبير كامبل على موقع الاتحاد الدولي لألعاب القوى (الإنجليزية)
- أمبير كامبل على موقع الدوري الماسي (الإنجليزية)
- أمبير كامبل على موقع أوليمبيديا (الإنجليزية)
- أمبير كامبل على موقع اللجنة الأولمبية والبارالمبية الأمريكية (الإنجليزية)